# 기석복
기석복(奇石福, 1913년~1979년)은 조선민주주의인민공화국의 정치인이다.

## 생애
고려인 출신인 그는 해방 이후 1948년 조선로동당 제2기 상임위원회 위원이 되었으며, 1948년부터 1950년까지 《근로자》지의 편집장을 맡았다. 1950년 11월, 문화선전부 차관으로 임명되었다. 휴전협정이 체결된 후 그는 외무성 부상으로 임명되었고 제네바 협상에 조선민주주의인민공화국 대표로 파견되었다. 소련 내의 세력에서 김일성에 대한 의견 차가 점점 커지자, 1957년 소련으로 돌아갔다.